# O'Fallon (Missouri)
O'Fallon é uma cidade localizada no estado americano de Missouri, no Condado de St. Charles.

## Demografia
Segundo o censo americano de 2000, a sua população era de 46.169 habitantes.
Em 2006, foi estimada uma população de 72.477, um aumento de 26308 (57.0%).

## Geografia
De acordo com o United States Census Bureau tem uma área de
58,2 km², dos quais 58,2 km² cobertos por terra e 0,0 km² cobertos por água. O'Fallon localiza-se a aproximadamente 157 m acima do nível do mar.

## Localidades na vizinhança
O diagrama seguinte representa as localidades num raio de 12 km ao redor de O'Fallon.